# レオン・ガンベッタ

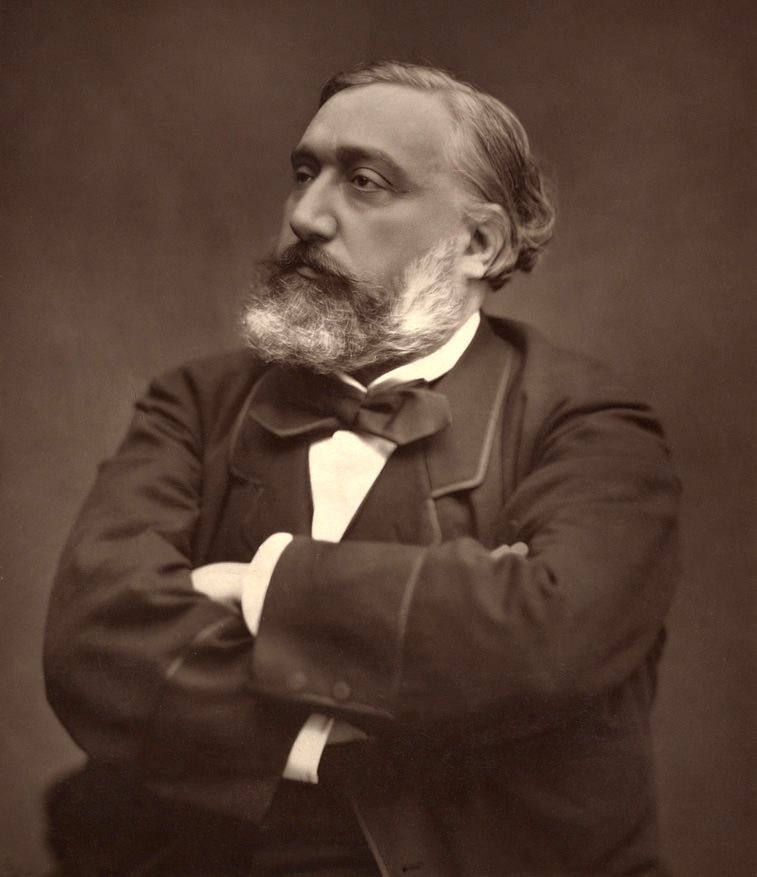
レオン・ガンベッタ

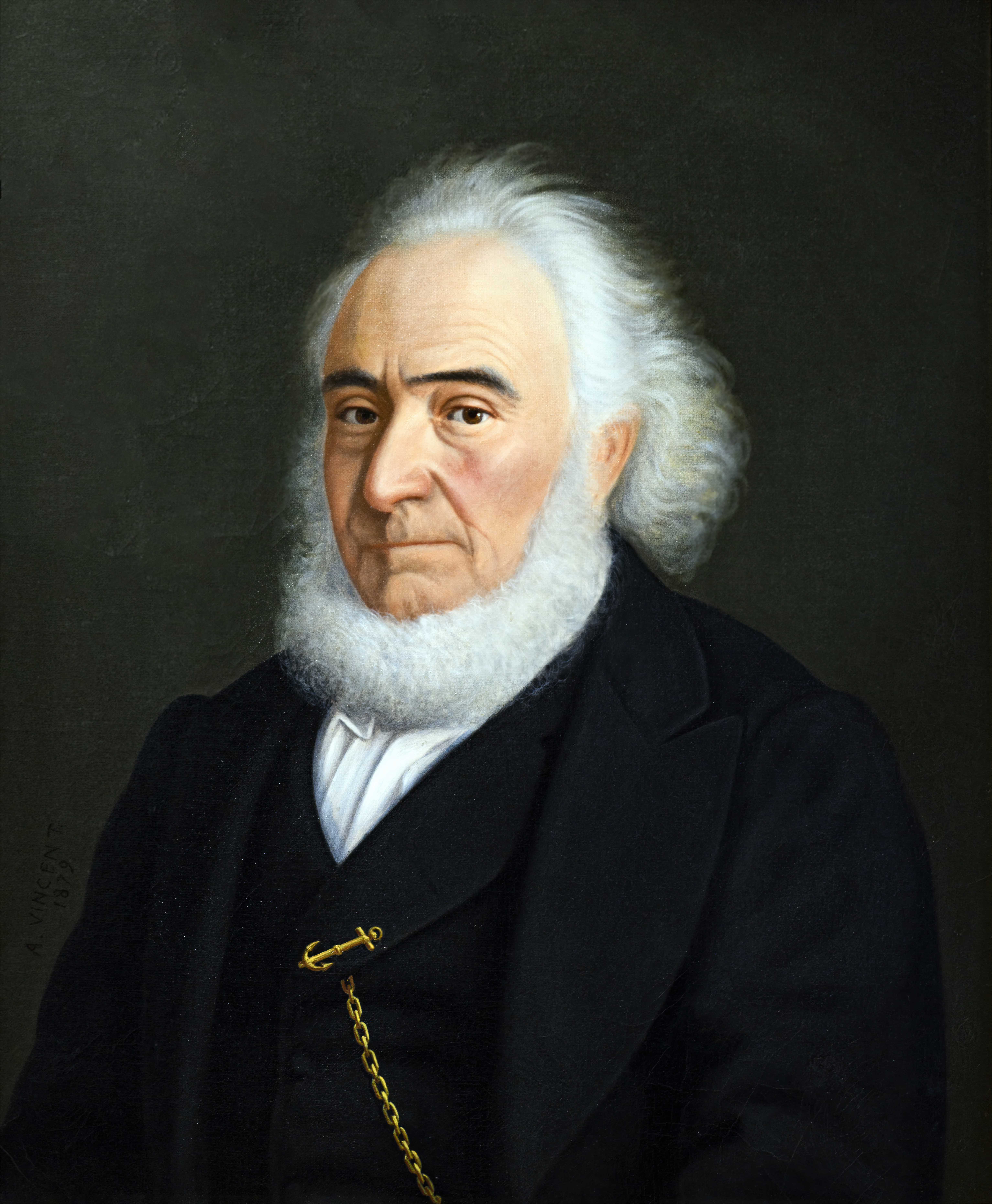
父・ジョセフ

レオン・ガンベッタ（Léon Gambetta、1838年4月2日 - 1882年12月31日）は、19世紀フランスの政治家。

## 来歴
1838年4月2日、カオールで生まれた。父はジェノヴァの食料雑貨商で、母はマサビー(Massabie)という名前のフランス人。15歳で事故のため左目を失明する。カオールの高等学校で頭角を現した後、1857年に法学を学ぶためパリに出て、1859年に法廷弁護士となる。法学の勉強中よりフランス第二帝政への反対で知られ、ポール＝アルマン・シャルメル＝ラクールが編集する自由主義派の評論誌にも寄稿した。それまでは名の知れた人物ではなかったが、1868年11月17日にジャーナリストのルイ・シャルル・ドレクリュウーズの担当弁護士に選出されたことで一躍有名になった。ドレクリュウーズはジャン＝バティスト・ボダンの記念碑を立てることを支援したとして起訴されており、ガンベッタはこれを利用して政府とクーデター自体を攻撃したのであった。
1869年5月の議会選挙ではパリの選挙区でラザール・イポリット・カルノーを破り、マルセイユの選挙区でアドルフ・ティエールとフェルディナン・ド・レセップスを破って立法院議員に当選、マルセイユの代表として議員を務めた。議員就任してすぐ議会で帝政批判を展開した。
1870年の普仏戦争をめぐり、最初は開戦に反対したが、後にフランスが開戦を迫られたと納得して、ほかの共和主義派と違い金銭法案に反対票を投じなかった。そして、セダンの戦いの報せがパリに届くと、ガンベッタは強硬策を主張、立法院でナポレオン3世の廃位を宣言したのちパリ市庁舎で共和国政府の樹立を宣言した。これにより成立した国防政府で内務大臣を務めた。

ガンベッタはほかの閣僚に対し、パリを脱出して地方の都市で政務を執るよう助言したが、ほかの閣僚がパリでのさらなる革命の勃発を恐れて拒否、代わりに地方でのレジスタンス運動を行うよう使者をトゥールに派遣した。ガンベッタはこれを非効率的と考え、10月7日に写真家で気球研究者でもあったナダール率いる気球部隊の偵察・輸送用気球「アルマン＝バルベス号」(Armand-Barbès)を使ってパリを脱出し、トゥールにあって5か月間、フランス政府首班となった。以降も根強くドイツの軍勢に抵抗したが、12月初にオルレアンが陥落するとボルドーに移ることを余儀なくされ、翌年1月末にパリも降伏するとガンベッタもオットー・フォン・ビスマルクへの降伏を受け入れざるを得なかった。
1871年フランス国民議会選挙で9県から代議士に選出され、3月1日にボルドーで招集された議会ではストラスブールの代表として議員を務めた。しかし、ストラスブールは普仏戦争の講和条約であるヴェルサイユ条約でプロイセン王国に割譲される予定であり、国民議会がヴェルサイユ条約を批准するとガンベッタは激怒して議員を辞任、一旦はスペインに引退した。同年6月に帰国した後、7月に3県の代議士に当選、11月5日には『ラ・レピュブリク・フランセーズ』（La République Française、「フランス共和国」の意味）という雑誌を創設、同誌はすぐにフランスで最も影響力の大きい雑誌になった。また公衆演説もして回り、帰国してすぐボルドーで演説したほか、1872年11月26日にはグルノーブルで「新しい社会階層」(une couche sociale nouvelle)が政権を握るだろうという共和国の未来構想を述べた。

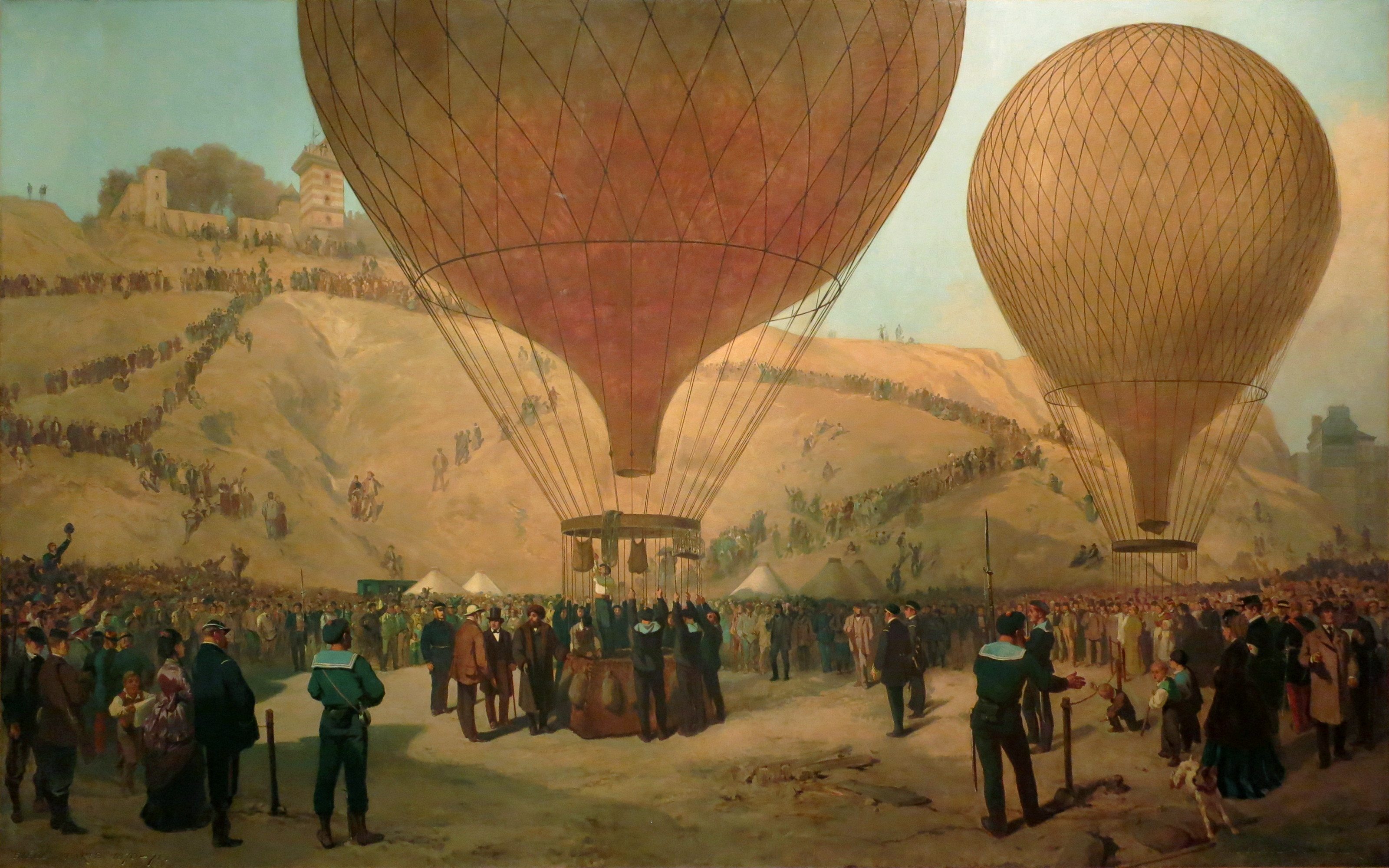
1870年10月7日、軽気球アルマン・バルベス号で包囲下のパリから出発するガンベッタ
(画)ジャック・ギオーとジュール・デディエの共作

1873年5月にアドルフ・ティエールが失脚して大統領を辞任、王党派のパトリス・ド・マクマオンが後任となったが、ガンベッタは盟友に対し中道路線をとるよう説得、1875年の憲法的法律を可決させた。ガンベッタの中道路線は後に共和派オポチュニスト党（Républicains opportunistes、中道共和派とも）と呼ばれるようになった。
教権主義者が教皇の世俗権力を復活させようと運動をはじめると、ガンベッタは1877年5月4日に教権主義を敵として批判する演説をした。同16日、マクマオン大統領が教権主義を支持して議会クーデターを起こそうとすると（1877年5月16日危機）、ガンベッタはマクマオンへの抵抗運動を組織した。辞任は避けたいが内戦も戦いたくないマクマオンはやむなく中道共和派のジュール・アルマン・デュフォールを首相に任命した。
デュフォール内閣の総辞職によりマクマオンが大統領を辞任すると、ガンベッタは同年の大統領選挙への出馬を辞退、代わりにジュール・グレヴィへの支持を表明した。組閣の要請にも辞退したが、代わりに1879年1月に代議院議長に就任した。その後も代議院で度々演説したものの、できるだけ中立でいようとした。
1881年フランス議会選挙でガンベッタ派（穏健共和派）が勝利すると、ジュール・フェリー内閣はすぐに総辞職した。グレヴィ大統領はやむなく1881年11月14日にガンベッタを首相に任命したが、ガンベッタは独裁を企んでいると疑われて政敵の攻撃に晒され、1882年1月26日には内閣総辞職を余儀なくされた。ガンベッタはイギリスとの同盟を支持して、ムハンマド・アリー朝エジプトで勃発したウラービー革命への介入をめぐりイギリスと共同歩調をとるものと予想されたが、ガンベッタ内閣が早期に崩壊、後任のシャルル・ド・フレシネ内閣はエジプトに介入しなかった。
1882年12月31日、セーヴル近くにある自宅でリボルバーの暴発により死亡、1883年1月6日に埋葬された。ブリタニカ百科事典第11版によると、ガンベッタの死には自殺説もあったが、事故であったことは確実であるという。
1905年4月、ジュール・ダルーによる記念碑がボルドーに設置され、その除幕式がエミール・ルーベ大統領により行われた。

## 評価
ブリタニカ百科事典第11版によると、ガンベッタの功績は「普仏戦争中のレジスタンス運動によりフランスの自信を維持した」「急進共和派を説得して穏健な共和政を受け入れさせた」「マクマオン大統領の顧問による王政復活を阻止した」の3点が挙げられる。

## 私生活
生涯独身だったが、レオニー・レオン（Léonie Léon、1906年没、フランスの砲兵士官の娘）という愛人がいたことで知られる。レオニーは1871年以来ガンベッタの愛人で、ガンベッタは結婚を望んだが、そのキャリアに傷がつくことを恐れてレオニーは肯んじなかったという。

## 日本への影響
自由民権運動期の日本において、中江兆民が「東洋のルソー」と呼ばれるのに対して、馬場辰猪は「東洋のガンベッタ」と呼ばれたように、ガンベッタは同時代には日本でも知られていた。川端康成に「ガンベツタの恋物語」という読物がある。